# Rudolph de Cordova
Rudolph de Cordova (1860–1941) foi um escritor britânico nascido na Jamaica, roteirista e ator. Ele foi casado com a escritora Alicia Ramsey e colaborou com ela em várias peças. Cordova nasceu em Kingston, filho de uma comerciante proeminente. Ele foi para Londres para estudar medicina na década de 1880, mas logo abandonou os estudos para se tornar um ator. Seu irmão, Leander de Cordova, foi o ator e cineasta.

## Filmografia selecionada
Ator
- The Greatest Power (1917)
- The Glorious Adventure (1922)
- The Secret Kingdom (1925)

Roteirista
- Romeo and Juliet (1916)
- Trumpet Island (1920)